# Lago Jiargas

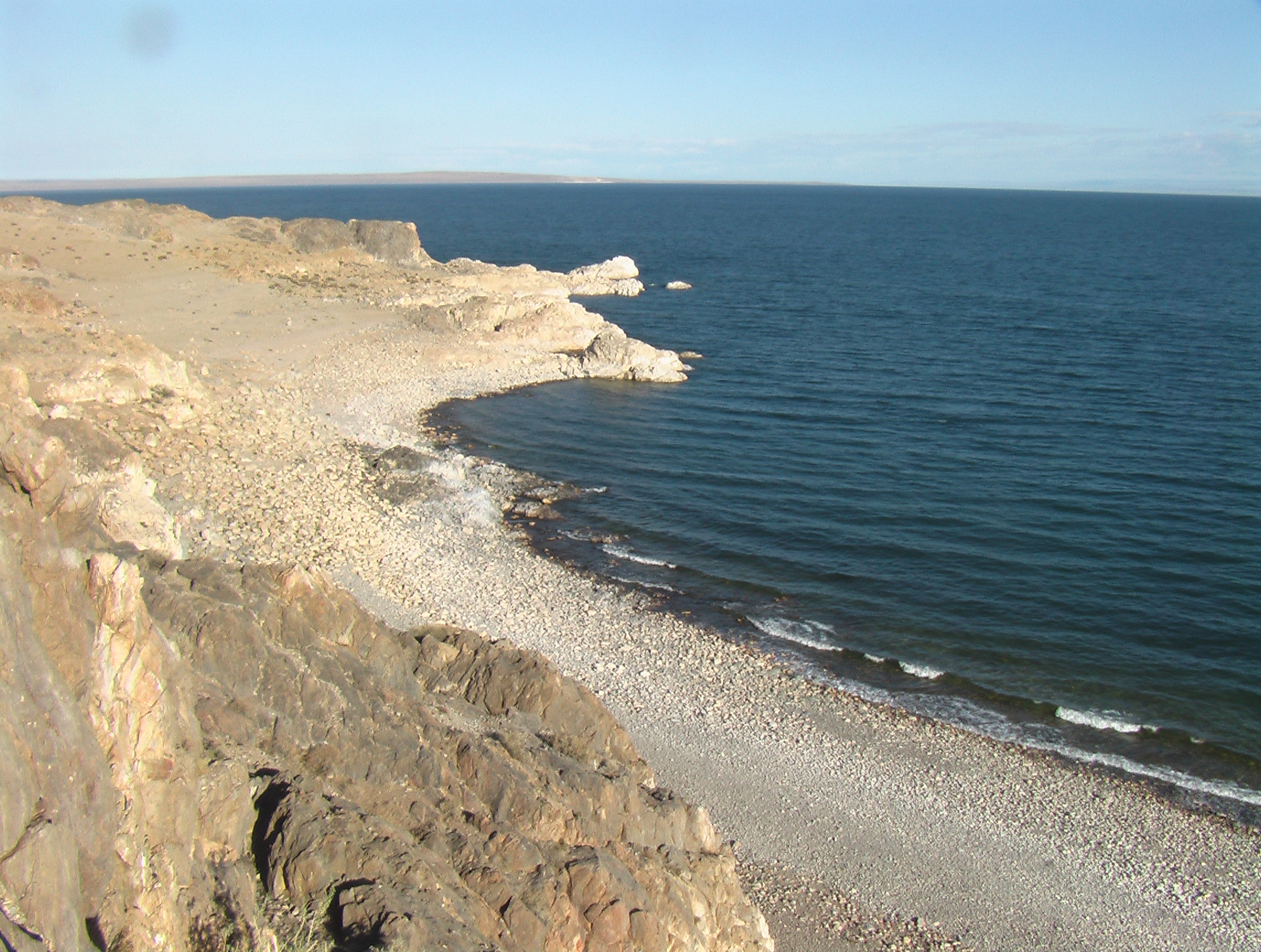
Vista de la orilla oriental

El lago Jiargas o Jiargas Nuur (en mongol: Хяргас нуур; un caso claro de tautopónimo ya que «nuur» es lago en mongol) es uno de los lagos más importantes de Asia Central, un lago salino que por superficie es el cuarto lago más grande de Mongolia. Está localizado en el noroeste del país, en la Depresión de los Grandes Lagos, a 1028,5  m sobre el nivel del mar. Administrativamente, pertenece al Aymag de Uvs y al distrito homónimo de Jiargas.
Tiene 75 km de largo, 31 km de ancho y una profundidad media de 47 m y máxima de 80 m. Su área es de 1407 km². Otras fuentes proporcionan datos algo diferentes.
Debido a su situación geográfica, el clima predominante es el subártico, alcanzándose muy bajas temperaturas en sus largos inviernos, que hacen que la superficie del lago se congele.
El Parque Nacional Jiargas Nuur, establecido  en el año 2000, protege el lago y su región próxima (3328 km²), incluyendo en lago de agua dulce Airag Nuur (143 km², a 1030 m s. n. m.).